# (10065) Greglisk
(10065) Greglisk es un asteroide perteneciente al cinturón de asteroides descubierto el 3 de diciembre de 1988 por Yoshiaki Oshima desde el Observatorio Gekko, Kannami, Japón.

## Designación y nombre
Designado provisionalmente como 1988 XK. Fue nombrado por Greg Lisk (n. 1963) quien se desempeñó como presidente de la Real Sociedad Astronómica de Canadá, donde organizó viajes de campo, diseñó programas de premios,  preparó exhibiciones y dio presentaciones en eventos de divulgación, tanto de interior como de exterior. Ganó el Premio al Servicio RASC en 2014.

## Características orbitales
(10065) Greglisk está situado a una distancia media del Sol de 2,917 ua, pudiendo alejarse hasta 3,420 ua y acercarse hasta 2,414 ua. Su excentricidad es 0,172 y la inclinación orbital 6,929 grados. Emplea 1819,50nbsp;días en completar una órbita alrededor del Sol.
Los próximos acercamientos a la órbita de Júpiter ocurrirán el 7 de junio de 2056, el 19 de junio de 2082 y el 7 de mayo de 2116.

## Características físicas
La magnitud absoluta de (10065) Greglisk es 13,14. Tiene 12,222 km de diámetro y su albedo se estima en 0,098. 